# ドクター・ストレンジ
ドクター・ストレンジ（英: Doctor Strange、略称はDr.ストレンジ）は、アメリカ合衆国のマーベルコミックスが刊行しているアメコミに登場する架空の能力、魔術系のスーパーヒーロー。
マーベルが発行する『Strange Tales』の118号（1964年）に初めて掲載された。169号（1968年）から掲載誌を単独刊行に切り替え、雑誌名を『DOCTOR STRANGE』に改称。主体として特別版や改題改版などが上梓されている。

## 概要
本名はスティーヴン・ヴィンセント・ストレンジ（Stephen Vincent Strange）。
天才的な脳外科医として全米に名声を轟かせていたストレンジは、自動車事故で両腕に大怪我を負ってしまい精密な腕の動きができなくなってしまう。脳外科医を辞めたが、キャリアが原因でプライドが高くなりすぎて普通の勤務医になれず、失業し貧困に苦しめられていた。そんな時、どんな傷をも治せる魔術師がチベットに居ることを聞きつけ、藁にもすがる思いでチベットに赴く。
チベットの魔術師エンシェント・ワンは、紛れも無く本物の魔法・魔術を扱う魔術師であった。ストレンジの中に何かを感じ取ったエンシェント・ワンは、治療の代償として弟子入りを持ちかける。最初はそれを断ったストレンジだったが、吹雪による足止めの最中、エンシェント・ワンの弟子・モルド男爵がスケルトンを召喚し、師に向けてけしかける様子を目撃する。
すぐに魔術師の師匠にそれを知らせようとしたストレンジだったが、モルドの魔法で身動きがとれなくなる。ところが、師匠はスケルトンの攻撃をあっさり退けてみせた。その力に驚き、同時にモルドの悪意ある魔術に落胆するストレンジ。しかし、「自らの師を襲う」という行動に疑問を抱いたストレンジは、その理由の中にこそ相手を止める方法があると考え、エンシェント・ワンの弟子として魔術を学ぶことを決意する。
7年間の修行の末に魔術を会得したストレンジは、魔術を正しきことに使うため「ドクター・ストレンジ」と名乗ってヒーロー活動を開始する。
その後、カイ・シリウスがエンシェント・ワンを殺したため、現在ではドクター・ストレンジがマーベル最高の魔術師「ソーサラー・スプリーム」の座に位置している。

## 能力

### 魔術
ストレンジの最大の力。魔力によって様々な超常的現象を起こすことができる。

### 具体例
- 魔法によるバリア
- 空間跳躍による瞬間移動
- 飛行能力
- 催眠術
- 念動力
- 黒魔術 - 通常の魔法では起こせない程の超常現象を扱うことができる強力な黒魔術。使用には強い副作用が生じ、現世への悪影響も大きい為、ストレンジは滅多に使おうとはしない。ストレンジ自身もこれを嫌っている節がある。

### 人柄
自らの努力で長い修行の末に力を手に入れただけあって「人生経験」が豊富で、リーダーとしての資質を備えている。多くのヒーロー達の相談相手となっており、彼らが様々な困難に直面した際には彼らを導く存在として頼りにされている。

### 格闘術
魔法を使わずとも、普通の人間では最高レベルと言えるほどのそれを有している。魔法が使えなくなった時の為にエンシェント・ワンが教えた。

### 不老
魔法の修行のおかげでストレンジは歳をとらなくなっている。しかし、不死ではない。マーベルユニバースの在り得たかも知れない未来を描くシリーズ『アースX』では、意識不明の昏睡状態のまま生き続けていた。

### テレパシー
魔法を使わずとも、思念を飛ばして離れた人間と会話することが可能。

### 目
可視光線以外の光線を視認することができ、また透視能力によって隠された罠等を見破ることもできる。

### 占星術
近い未来を予知出来るレベル。

### 他のバージョン

#### プロトタイプ
スタン・リーの『テイルズ・オブ・サスペンス』（テイルズ　オブ　シリーズを参照）で、ロバート・バーンスタインとジャック・カービーは「カール・ストレンジ」という犯罪者の科学者を紹介した。そのキャラクターは落雷の影響によって高い知能を獲得し、世界征服を試みたがアイアンマンによって倒された。そのストーリーはドクター・ストレンジがデビューする2ヵ月前に描かれた。

#### 1602
リミテッド・シリーズの『マーベル1602』で、「スティーブン・ストレンジ卿」は専属医師兼魔術師としてエリザベス1世に仕えた。

#### マーベル2099
『スパイダーマン2099』では身体を悪霊と共有する女性のストレンジとして登場した。

## ドクター・ストレンジの交友関係

### ヒーロー

#### エンシェント・ワン（Ancient One）
Dr.ストレンジの魔術の師匠。500歳以上の年齢で、長期にわたり地上を悪魔などの侵略から守ってきた偉大な魔道師「ソーサラー・スプリーム」。強力な魔術師である自身の身体を媒介にシュマゴラスが地球に侵入しようとした際に、エンシェント・ワンの精神世界で阻止しようとDr.ストレンジが苦戦を強いられる中、自らの提案でシュマゴラスを道連れにストレンジの手で自決。死の間際、Dr.ストレンジに「エンシェント・ワン」の称号とその力の一部を譲り渡し、大地と一体となる。その後、何度か霊的存在として姿を現している。

#### クレア（Clea）
ストレンジにとって、カオスディメンションにおける唯一の盟友である女性。同時に弟子であり恋人でもある。強敵ウマールの娘でドーマムゥの姪にあたり、元々は敵だった。その後、母に対して反旗を翻し、ストレンジに協力するようになった。後のカオスディメンションの女王として迎えられている。ディフェンダーズにも参加していたこともある。

#### ディフェンダーズ（Defenders）
Dr.ストレンジが中心となって、魔術やオカルトなどのアベンジャーズでは対抗が難しい分野や超自然の脅威からこの次元を守る為に結成したヒーローチーム。初期メンバーは、ハルク・シルバーサーファー・ネイモア。X-メンのアイスマンやエンジェル、他にはハワード・ザ・ダックなどもかつて所属していた。

#### ファンタスティック・フォー（Fantastic Four）
マーベル最古のヒーローチーム。超科学を駆使するリーダーのMr.ファンタスティックは、Dr.ストレンジとは対極の力を駆使するヒーローであるが、互いを認め合う良き友人である。

#### アベンジャーズ（Avengers）
キャプテン・アメリカらが中心となって活躍する、マーベルで最も尊敬を集めるヒーローチーム。ストレンジはメンバーらに多岐に渡る助言をしており、ディフェンダーズとの共闘も多い。

#### X-MEN
ミュータントによるヒーローチーム。ストレンジとは様々な場面で協力し合っており、助言を求められることも多い。メンバーのひとりサイロックを治療した際に、魔力の影響で彼女が瞬間移動能力を得た。

#### イルミナティ（Illuminati）
クリー＝スクラル戦争（Kree-Skrull War）を契機として結成された影のコミュニティ。マーベルユニバースの大きな勢力を持つヒーロー達の長によって構成されており、大きな事変が起こった際に秘密裏に連絡を取り合い、それを正しい方向に導くべく活動している秘密結社的存在である。伝説的なクロスオーバー『インフィニティ・ガントレット』事件後に、絶大な力を秘めた6個の宝石「インフィニティ・ジェム」をそれぞれのメンバーが封印する役割を担った。

#### メンバー
- Dr.ストレンジ - ディフェンダーズのリーダー
- プロフェッサーX - X-メンの創始者
- アイアンマン（トニー・スターク） - アベンジャーズのビッグ3
- Mr.ファンタスティック（リード・リチャーズ） - ファンタスティック・フォーのリーダー
- ブラックボルト - 月の超人類インヒューマンズのリーダー
- ネイモア・ザ・サブマリナー - 海底王国アトランティスの王子

### ヴィラン

#### バロンモルド（Baron Mordo）
本名はカール・アマデウス・モルド（Karl Amadeus Mordo）。
ストレンジの兄弟子で、トランシルヴァニア人の貴族出身の男。最初からドーマムゥの手下であり、エンシェント・ワンに弟子入りした後も師の命を狙っていた。しかし、エンシェント・ワンはそのことを全て知った上でモルドを弟子におき、改心させようとしていた。Dr.ストレンジがヒーロー活動を開始した後には、敵として何度も戦うことになった。ストレンジと同門であるが故に同じ魔法を扱うことができ、催眠術と占星術に特に優れている。また、ストレンジが滅多に使おうとはしなかった黒魔術や悪魔召喚等を積極的に使っていた。黒魔術の副作用と末期癌に侵されて死去。死の間際、自らの人生を思い返して悔い改め、悪の道から離れた。

#### ドルマムゥ / ドーマムゥ（Dormammu）
燃え盛る頭を持つ異次元のロボットで高い戦略的知識を持ち、Dr.ストレンジにとって最も古い強敵に含まれる。元々は「ファルティナ」と呼ばれるエネルギー集合体の一つだったが、実体を得てドルマムゥになった。同じファルティナでも、エネルギー体にとどまることを受け入れず肉体を得ようとした異質な存在であり、他のファルティナ達によって「異次元カオスディメンション」をいったんは追放されたが、力を溜めて現実界への侵攻を繰り返すようになった。元々がエネルギー体である為、自らの質量を自由に変化させることが可能で、魔術に似た能力で爆発を引き起こすことも時間移動も可能。

#### ウマール（Umar）
ドーマムゥの妹でクレアの母。ドーマムゥと同質の存在である。

#### シュマゴラス（Shuma-Gorath）
異界カオスディメンションに棲まう混沌の神で、幾多もの次元を支配しており、太古の地球でも生物を捕食するなど絶対的な存在であった。見た者が恐ろしいと感じる姿をとる。その正体は巨山のように巨大で、一つ目のある球体に無数の触手が生えている。初登場時は捕らわれたエンシェント・ワンを媒介に現世に出現しようとする。Dr.ストレンジはエンシェント・ワンの精神世界で迎撃を試みるも苦戦し、最終的にエンシェント・ワンの犠牲で食い止める。3度目の登場でシュマゴラスが存在する常人が立ち入れない混沌の異界での戦いで互角の強さとなったDr.ストレンジを認め、シュマゴラスの作り出した「本物の地球に損害が反映される疑似地球」で防戦を強いるが、覚悟を決めたストレンジが逆にエネルギーに変換して直撃。それによる疑似地球からの地球への損害で多大な犠牲が出る中ようやく撃退される。以後のマーベル作品でも正体の姿で少ないながら登場しており、Dr.ストレンジ本編でも第388号（2018年）で4度目の再戦を果たす。大元はクトゥルフ神話のグレード・オールド・ワンの神性の一体、シュブ＝ニグラス。

#### 死の女神 デス（Death）
死を司るコズミック・ビーイング。

## 出版物

### シリーズ・ミニシリーズ
第1巻の発行年順にまとめる。
1960年代
- Strange Tales #110-111、114-168（1963年7月-8月、1963年11月-1968年5月）
- Doctor Strange #169-183（1968年6月-1969年11月）掲載誌名を改称。

1970年代
- Doctor Strange（第2巻）#1-81（1974年6月 - 1987年2月）
- Strange Tale #182-188 （1975年11月-1976年11月、再版のみ）
- Dr. Strange Annual（1976年）

1980年代
- Doctor Strange Classics #1-4（1984年3月-6月、再版のみ）
- Strange Tales（第2巻）#1-19（1987年4月-1988年10月）
- Doctor Strange（第3巻）#1-90（1988年11月-1996年6月）
- Doctor Strange: Sorcerer Supreme #1-4、Dr. Strange: Sorcerer Supreme #5-90[注釈 4]

1990年代
- Dr. Strange: Sorcerer Supreme Annual #2-3 および Doctor Strange: Sorcerer Supreme Annual #4（1992年-1994年）
- Doctor Strange: Sorcerer Supreme Special（1992年）
- Secret Defenders #1-25（1993年3月-1995年3月）
- Doctor Strange: The Flight of Bones #1 - 4（1999年2月-5月）

2000年代
- Witches #1-4（2004年8月-11月）
- Strange #1-6（2004年11月-2005年6月）
- X-Statix Presents Deadgirl #1-5（2005年12月-2006年4月）
- Doctor Strange: The Oath #1-5（2006年10月-2007年5月）

### 読み切り・グラフィックノベル
発行年順にまとめる。
1970年代
- 拡大版、Giant-Size Dr. Strange #1（1975年、再版のみ）

1980年代
- 特別編第1巻または Dr. Strange/Silver Dagger Special Edition #1（1983年3月）
- Marvel Graphic Novel 第23巻、Doctor Strange: Into Shamballa（1986年、グラフィックノベル）
- Doctor Strange and Doctor Doom: Triumph and Torment（1989年、グラフィックノベル）

1990年代
- スピンオフ版、Doctor Strange & Ghost Rider Special #1（1991年4月、再版のみ）
- スピンオフ版、Spider-Man / Dr. Strange: The Way To Dusty Death（巻番号なし、1992年）
- Dr. Strange vs. Dracula #1（1994年3月、再版のみ）
- Dr. Strange: What is It that Disturbs You, Stephen?（巻番号なし、1997年10月）

2000年代
- カスタム版、Lions Gate Dr. Strange #0[注釈 5]

### コレクテッドエディション
装丁ごとにまとめる。丸カッコ内の年号は初出の年を表す。

ソフトカバー
Essential Doctor Strange シリーズ
- 第1巻（1963年-1968年）Strange Tales #110-111、#114-168。2002年、ISBN 0-7851-2316-4、OCLC 71009229[注釈 6]。
- 第2巻（1968年-1974年）Doctor Strange #169-178、#180-183、Avengers（第1巻）#参照。61、Sub-Mariner #22、Hulk（第1巻）#126、Marvel Feature #1、Marvel Premiere #3-10、#12-14。2005年、ISBN 0-7851-1668-0, 9780785116684、OCLC 320851443[注釈 7]。
- 第3巻（1974年-1978年）Doctor Strange #1-29、Annual #1、The Tomb of Dracula #44-45。2007年、ISBN 078512733X, 978-0785127338、OCLC 644725013[注釈 8]。
- 第4巻（1978年-1981年）Doctor Strange #30-56、Chamber of Chills #4、Man-Thing #4。2009年、ISBN 0785130624, 978-0785130628、OCLC 904971506[注釈 9]

ハードカバー
Doctor Strange
- 第1巻 - Strange Tales #110-111、114-141。1992年、2003年、ISBN 0-7851-1180-8
- 第2巻 - Strange Tales #142-168。2005年、ISBN 0-7851-1737-7
- 第3巻 - Doctor Strange #169-179、Avengers（第1巻）#61。2007年、ISBN 0-7851-2410-1

## MCU版
マーベル・シネマティック・ユニバース（MCU）では、ベネディクト・カンバーバッチが演じる。日本語吹替は三上哲が担当。

### キャラクター像
『ドクター・ストレンジ』の前半までは神経外科医兼医学博士として、中盤以降からは“マスターズ・オブ・ミスティック・アーツ”に属する魔術師として登場する。
物静かに振る舞いながらも、ジョークを飛ばしたりするユーモアや、来客に飲み物を振る舞うほどの心遣いまでを持ち合わせている反面、自身の呼び名に「ドクター」をつけて呼ぶようにと他者に注文するほど強くこだわり、「上から目線」な発言が多く、自分より医療技術が劣る同僚を揶揄うほど自信とプライドに満ち、疑り深く自分の常識に反するものを容易に信じようとせず、手術中にも嗜好する音楽を流し、オペへの参加を決める権利により回復の見込みが高い患者のみ選んで手術し、自分の利にならない案件は断るなどかなり傲慢で、その傲岸ぶりはトニー・スターク/アイアンマンとよく似ている、もしくはそれを上回る。
だが事故によって負傷した両手の治療に訪ねた「カマー・タージ」で、自身の常識を顧みなくなるほど魔術に魅了され、厳しい修行の末に魔術を習得し魔術師へと転身。門徒の頃から着用している青い道着に身を包み、恩師となったエンシェント・ワンから「サンクタム・サンクトラム（ニューヨーク）」の主にも任じられ、この次元を侵略しようとする外敵に対抗する使命に目覚めた。
一時は、師の後を継ぐように「至高の魔術師［ソーサラー・スプリーム］ 」の座に就き、やがて「アベンジャーズ」に属するトニーやピーター・パーカー/スパイダーマンをはじめとする他のヒーローたちと共闘していく中で、世間にもその存在を知らしめていく。

### 能力
予想外の出来事にも即応できる柔軟な対応力や、天才的頭脳から発揮される瞬間的記憶力を持つ。
外科医時代は難易度の高い数々の手術を成功させてきたほどのさまざまな医術と知識を持ち、その腕前は「神の手」とも称されていたが、交通事故により両手の神経が完治不能となるくらいに損なわれてしまったため、現在では医療に関する技術は失われてしまった。
魔術の修行に励んでからは、“マスター”の称号を1年足らずで取得して魔術師に転身し、同時期の“ゼロッツ”との戦いでは実戦経験が皆無だったことも手伝って相手と大きく距離をとりながら応戦するのがやっとだったが、その後も魔術師の使命を全うしながら修行を続けて多彩な魔術をものにしたことで、サノスらとの戦いの頃には「最強の魔術師」を自称し、正面切って戦いを挑むほど熟練の魔術師となった。

#### 魔術/ミスティック・アーツ
古来より伝えられてきた、「多元宇宙」にアクセスし強力なパワーを引き出すための技法。修行を積んでいくことによって、機能を失った身体の一部を魔力によって再び動かすことや他の次元に干渉できるほどの超常的なパワーを発現することも可能となる。本項では、ストレンジが後述の「レリック」を使用せずに発動できる魔術を紹介する。
エルドリッチ・ライト
魔術師たちの基本的な戦法でもある魔術。人の目には輝くオレンジ色の光として映り、魔術師は戦闘時にこの光をさまざまな武器や防具の形に変えて装備する。
エルドリッチ・ウィップ
実戦経験が皆無だった頃から主な攻撃手段として形成する、1本の鞭状のエルドリッチ・ライト。殴打や相手の捕縛に用いる。
ラガドールのルビーリング
展開した魔法円をそのまま手元に盾として形成・装備するエルドリッチ・ライト。同時に両掌に装備できるほか、投げ込んで足場としても利用可能で、エルドリッチ・ウィップと並んで多用される。
セラフィムの盾
大型の防壁。ストレンジは乗船している“Qシップ”とタイタンの地表の激突による衝撃を抑えるために、自分たちの前方と後方にこの障壁を展開する。
ヴィシャンティの聖なる剣（The Sacred Sword of Vishanti）
一振りの刀剣状に形成したエルドリッチ・ライト。惑星“タイタン”での戦いで、サノスに対して振るうも、容易く受け止められてしまう。
アストラル投射
「アストラル体」と呼ばれる精神体を肉体から分離させて「アストラル次元」へ移す魔術。建物などの構造物を無視して自在に移動することができる。ストレンジはこの魔術を多数の魔法書の書見やルシアン・アスター/ストロング・ゼロッツとの戦い、エンシェント・ワンの最後の教えを受ける際のほか、ピーターとの小競り合いなどで用いる。
瞬間移動
サンクタム・サンクトラムに案内したソーを館内の各所へ次々とワープさせた魔術。
探索呪文（Locator Spell）
探したい人物の居場所や対象の在り処を感知する魔術。この魔術の発動には、手振りで発生させたパワーに探索者の髪の毛を1本混ぜる必要がある。ソーのオーディン探しを手伝う際に、ソーの髪の毛を1本混ぜて発動し、オーディンの居場所がノルウェーであることを突き止める。
衣服の瞬間着用
ストレンジ本人が現在着ている衣服から、別の服装に着替える際に行使する魔術。ブルース・バナー/ハルクがサンクタム・サンクトラムの階段に激突した際に披露し、パーカー姿だったストレンジは飛来した浮遊マントを身に纏うと同時に、手作業無しで瞬時に道着姿となった。
ワトゥームの風（Winds Of Watoomb）
両手から放つ強力な波動。ニューヨークに出現・滞空したQシップを一時停止させたり、サノスの群勢との最終決戦時に戦地に発生した津波を防ぎ、浮かばせる。
保護呪文（Warding Spell）
後述の「アガモットの目」にかけた魔術。ストレンジ自身が「この術を解くには骨が折れる」と断言するほどの魔術であるようで、エボニー・マウはストレンジが首に下げていたアガモットの目を素手で掴み取ろうとして、軽く火傷する。
サイトラックのクリムゾン・バンド（Crimson Bands Of Cyttorak）
手から放つ破ることができない赤と黒が入り混じった帯。ストレンジはサノスに対して4本分この帯を放ち、サノスの腕に巻き付けて、インフィニティ・ストーン行使の妨害や、相手の捕縛に用いる。
後述のとおり、レリックにも同名の拘束具が存在する。
ボルタックのボルト（Bolts Of Bolthakk）
地を這うように敵に向かう稲妻。サノスに対してこの稲妻を放ち、浮かび上がった多数の岩を飛び移りつつ相手に向かったが躱される。
ホゴスの加護（The Hoary Hosts of Hoggoth）
セラフィムの盾で防いだ相手の攻撃を別の形状に変化させる魔術。サノスとの戦いで、相手が放ったエネルギー波を防いで無数の蝶に変化させ、サノスに撃ち返して怯ませる。
イコンの形像（The Images of Ikonn）
質量を持つストレンジ自身の分身を無数に生み出す魔術。分身は本体と同等の動作を行う。サノスとの戦いでこの魔術を発動させると、ストレンジの背後に彼の無数の分身が並列しながら現れてサノスを包囲し、エルドリッチ・ウィップで一斉攻撃する。
マノポーアの月（Mystic Moons Of Munnopor）
紫色の触手状のエネルギーで捕らえた相手を浮き上げる魔術。サノスの群勢との大乱闘でストレンジは、7体の敵の足元にこの魔術を放ち、相手を浮かばせて真下の地割れへ吸い込ませる。
カフカルの魔法陣（Runes of Kof-Kol）
特殊な魔法陣と手振りによって、他者の記憶を消去する忘却の魔術。しかし、マルチバースに接続することによって行使する魔術であるため、大規模に発動して失敗すると、その消去する内容の記憶に関する存在を、時間と空間の境界を崩壊させてあらゆる並行世界からこちらの世界に転移させてしまう危険性がある。ストレンジも普通に使っている基本的な魔術だが、ウォン曰く「現実と未知の現実の闇をさまよう危険な魔術」。
ピーターから「ピーター・パーカーがスパイダーマンの正体である」と世間に知られた事実を無かったことにしたいと相談されたストレンジが、浮かばせた岩に刻印される魔法陣の鉢に粉状と液状の2種類の魔法薬をかけて「ピーター・パーカーがスパイダーマンの正体である」という記憶を世間の全ての人々から消そうと発動し始めたが、その途中で当のピーターに妨害されたことによって失敗し、その影響で「ピーター・パーカーがスパイダーマンの正体である」という事実を知る人物たちをあらゆる並行世界からこちらの世界に呼び寄せてしまう結果となった。その後、中断された呪文は「マッキナ・ディ・カダヴァス」の中に封じ込められるが、ノーマン・オズボーン/グリーン・ゴブリンの「パンプキン・ボム」によって破壊され、それによって呪文が再び暴走して時空が崩壊し、スパイダーマンの正体を知る存在が大挙して侵攻してきてしまった。だがピーターが自分自身の存在に関する記憶を消すように懇願してきたことによって再度呪文を発動し、時空が修復されたと同時に全世界の人々からピーター・パーカーの存在に関する記憶が消去され、スパイダーマンの正体を知る者たちも元の世界へと戻る。
次元縫合
空間に広がった次元の亀裂を、掌から放つエネルギーで一時的に抑え込む魔術。

### レリック
「レリック」とは、マスターズ・オブ・ミスティック・アーツに属する魔術師たちが魔術と共に駆使する、強力な魔力を秘めた道具の総称である。
スリング・リング
使用する魔術師が望む行き先へのゲートウェイ（出入り口）や、この次元と「ミラー次元」の往来を行うための水晶のような入り口を瞬時に展開するための指輪。魔術師の基本的なレリックの一つである。
ストレンジは単に移動手段として利用するだけでなく、展開したゲートウェイやミラー次元への入り口で敵からの飛び道具攻撃を他の場所へ飛ばして無効化したり、ゲートウェイをスライドさせて他者も瞬時に他の場所へ送る、ミラー次元への入り口を防壁として使い、すかさずスライドさせてミラー次元に閉じ込めようとするなどの応用も披露する。
浮遊マント（Cloak of Levitation）
サンクタム・サンクトラム（ニューヨーク）内の陳列室のガラスケースに収められていた赤いマント。その本体は日本製のウールを重ねたもので、端には刺繍が、内側のライニングにはチェッカー模様のプリントがそれぞれ施されており、襟の前にはルビーがはめ込まれた金の装飾留め金があてがわれている。
レリックの一つであるものの、意思を持っており、カール・モルドとエンシェント・ワンによれば、気まぐれな性格で他人にはなかなか懐かないというが、気に入られるとマント自身が魔術師へと取り付くように身に付けられる。
このマントを身につけると、空中を自在に浮遊飛行できるようになり、ストレンジがマントを身に付けた後に魔術の威力が増した描写があることから、魔力を増幅する力もある様子。また、戦闘中にマント単体が敵に巻きついて攻撃したり、助言するような行動を示したり、危険を探知してストレンジを窮地から遠ざけるなど、独自に支援する場合も多い。
カエシリウスに苦戦していたストレンジに突如として加勢し、以後彼の愛用品となった。
アガモットの目（Eye of Agamotto）
至高の魔術師の初代であったアガモットの名を冠した首飾り。ルーン文字が刻まれた金プレート・ストーンを収容するチェンバーで構成された、その名の通り「目」の形の容器となっており、ゲットリコンとレザーでできたストラップが付属する。時間そのものを自在に操ることができ、使用時にはペンダント本体部分が駆動して内部の緑色の石が露出・発光し、独特の緑色の魔法円が展開する。これによって時間逆行や未来予知など、驚異的な魔術を発動させることができるが、並の魔術師には扱えない。
内部に収められている緑色の石は「インフィニティ・ストーン」の一つである、時間を操る力を持つ「タイム・ストーン」である。
カマー・タージ内のサンクタム・サンクトラムへ繋がる扉の間のアンティチェンバーに置かれていたが、ゼロッツとの戦いの直前からストレンジが持ち出し、後に正式な保有・守護者として首に下げる。
時間操作の他にも、視えない対象物を具現化したり、封じられた扉を開かせたり等、タイム・ストーンが無い状態でも別の魔術を行使出来る。
“アース21818”では、ノーウェアにあるコレクションルームにおいて、タニリーア・ティヴァン/コレクターがコレクションするアイテムの一つとしてワンシーンのみ登場する。
このほかにもカエシリウスとの戦いではレリックの「ボムガリアスの火鉢」や「サイトラックのクリムゾン・バンド」も投擲に使用した。

### その他のアイテム
ジャガー・ルクルト
マスター・ウルトラスリム・パーペチュアル
ストレンジがクリスティーン・パーマーから貰った高級腕時計で、本体の裏には『Time will tell you how much I love you, Christine.』というメッセージが彫られている。事故後のストレンジは、両手の手術費用のために保有していたさまざまな高級品を売り払ったが、唯一この腕時計だけは売らなかった。しかし、カトマンズの路地裏で暴漢にこれを狙われた挙句、ストレンジが袋叩きにされたことで文字盤は割れてしまい、動かなくなってしまった。
それでもストレンジはこの腕時計を持ち続け、“ドルマムゥ”の撃退後、修理することなく左手に巻く。まさにストレンジのクリスティーンに対する想いが込められた腕時計である。
グランド・レベルソ・ウルトラスリム 1931 ルージュ
ストレンジがかつてニューヨークの自宅アパートの引き出しのケース内に仕込んだウォッチワインダーに収納していた高級腕時計コレクションの一つ。
コスモグラフデイトナ Ref.116520
ストレンジがかつて蒐集したロレックスの高級腕時計。
モナコ シルバーダイヤル
ストレンジがかつて蒐集したタグ・ホイヤーの高級腕時計。
このほかにも、交通事故に遭うまでランボルギーニ・ウラカンを愛車としてた。

### サンクタム・サンクトラム［ニューヨーク］（Sanctum Sanctorum［NY］）
グリニッジ・ヴィレッジのブリーカー通り177Aが住所である、ニューヨークの“サンクタム”を守護する砦として建てられた施設で、4階建てで最上階にあるオキュラスが特徴の洋館。外周を歩く通行人の足を止めさせない呪文がかかっており、地球外の木材のパネルやヨーロッパの城から持ってきた寄木細工の堅木張りの床、輸入タイルを敷いた床の玄関を入るとすぐに上階へのカーブした階段がある広間に出られる。上階の廊下の先の行き止まりは、3つのゲートウェイが並ぶホールとなっており、ゲートウェイはそれぞれ脇にあるダイヤルを回すことで、森の中や砂漠に大海原など、さまざまな場所を行き先として選択できる。最上階はレリックを収めたガラスケースが数多く立ち並ぶ陳列室となっている
下層階は古びた地下室と、洞窟が隣接しており、前者にはミシンやタイプライター、冷蔵庫、流し台、髭テンプレートなどの生活用品と、クロスボウや拷問台といった物騒な器具までが無造作に置かれている。後者には触れることで可視化されるエネルギーの壁で洞窟と仕切られたコンパクトな牢が数千年前の岩の内側に5つ分は構えられており、呪文が入ったテーブル型の岩のダイヤルを回して牢を開けることができる。
2017年時にはロンドンのサンクタム・サンクトラムを破壊したゼロッツが次の目標として2度に渡って襲撃し、当時の主であるダニエル・ドラムが倒され、施設の内部もかなり荒らされてしまったが、ストレンジの奮戦により施設の完全破壊は免れ、ゼロッツ撃退後には、ストレンジがここの主となる。
その数ヶ月後にはストレンジが、ロキを伴ってニューヨークに来訪したソーをここに招き、彼らが行方を追っているオーディンの居場所のノルウェーへ導く。
2018年時には、“ビフレスト”によって上階のオキュラスと、1階と2階を繋ぐ階段が突き破られると共にハルク/ブルースが地球に帰還し、その縁でトニーも招かれ、彼らとストレンジたちの邂逅の場となる。
また、ニューヨーク決戦時にはエンシェント・ワンがこの施設の屋上で、サンクタムを守護するために人知れずチタウリを蹴散らしていた。そこへ2023年からタイムトラベルしてきたブルースが来訪し、エンシェント・ワンと交渉して、彼女が持つタイム・ストーンを譲渡される。
2024年時にもストレンジが主として隠遁生活を送っており、秋頃にはソーサラー・スプリームとなったウォンが毎月の手入れを忘れたことから、ゲートウェイがシベリアと繋がり、広間が雪だらけとなって魔術師と思しき男女が雪かきを行なっていた。同じ頃にピーターが、自身の正体を世間に知られた事実を無かったことにしたいとストレンジに相談しようと初めて来館し、このことが、マルチバースからピーター/スパイダーマンに関する複数の人物をアース616に転移させてしまう遠因となり、事態の解決のサポートとしてピーターのガールフレンドのミシェル・ジョーンズ（MJ）と親友のネッド・リーズも来館したほか、ストレンジやピーターによってマルチバースから転移してきたヴィラン一同を前述の牢に一時閉じ込めている。
また、アース91233やアース89521にも同等の施設が存在する。前者ではスティーヴン・ストレンジ/ドクター・ストレンジとウォンの拠点として描写され、後者は正史と同様にブルース・バナーが墜落した場所となったが、ストレンジとウォンがゾンビと化していたため無人状態となっており、残されていた浮遊マントがブルースと邂逅している。

### 各作品での活躍
『ドクター・ストレンジ』
本作で『MCU』初登場。
天才的な医術を用いて治療困難な患者を救ってきた実績と、学界でも数々の講演を行う経歴を残すほど外科医としての高い人気を持ち、ニューヨークの高級アパートに住み、音楽鑑賞や高級腕時計の収集、高級車の運転が趣味であったなど、富と名声を得ていた。
だが愛車で学術発表会に向かう途中に、夜の山道で脇見運転をしたことで交通事故を起こしてしまい、両手の神経を損傷し、その機能を失う。一命を取り留め、医師として復帰することに固執し、さまざまな治療法を7回も試してみるものの両手の機能は治らず、莫大な時間と費用の浪費に終わって世界中の医師に見放されると共に外科医としての道を断たれた。これにより激しく荒んでしまい、元恋人のクリスティーンにまで立ち去られる結果となるが、下半身不随になったジョナサン・パングボーンがある治療施設に行ったのち平然と歩けるようになったという噂を知り、本人から話を聞くと、藁にもすがる思いでわずかな所持金をはたいて、治療のためにネパールのカトマンズにあるカマー・タージへ向かう。
暴漢から救ってくれたモルドに案内されてカマー・タージの門を叩き、自分に多元宇宙由来の魔術の存在と、これまでの世界の常識の範疇外の事象を見せつけたエンシェント・ワンに弟子入りした。入門して間もない頃は、ゲートウェイを開く修行にも苦労していたが、兄弟子となったモルドやウォンの指導も加え、瞬間的記憶と学習能力、旺盛な探究心や向上心をもって数か月で魔術師としてのランクを上げていき、新たな魔術を会得しようとするあまり、やや規則を無視する傾向を見せたほど、魔術の道を究めようとした。しかし戦うことに関しては、人の命を助ける医者であったため、敵であっても殺生は好まず、困難を前にしても避けようとしていた。
だがアベンジャーズも関知できない別次元の脅威を知り、それを呼び起そうとするカエシリウスらゼロッツとの戦いに巻き込まれ、エンシェント・ワンの闇の魔術の行使を目の当たりにして、致命傷を負った彼女から最後の教えを受けながら、その最期を看取った。戦いの最中の負傷を応急処置してくれたクリスティーンとも別れることになるが、“暗黒次元”が出現した香港でゼロッツやドルマムゥに決戦を挑み、その結果、アガモットの目の力を使って、破壊された街中を修復し、ゼロッツとドルマムゥを撃退することに成功した。
魔術に失望したモルドとの別離を経てアガモットの目を元の位置に戻すと、サンクタム・サンクトラムで魔力によって両手を上手く動かせそうな兆候に気づく。
『マイティ・ソー バトルロイヤル』
本作では両手に黄色い手袋をはめており、この世の脅威となるあらゆる存在について調べ、サンクタムを守護すると共に、ロキを容易くゲートウェイに閉じ込めて捕獲し、ソーすらも翻弄するほどの魔術の冴えを見せる。
アスガルド人が地球に来ると何かとトラブルを起こすと危惧しているため、ソーとロキが地球に来た時にはいち早くその存在を察知。以前地球に危機をもたらしたロキを連れてきたソーの目的を聞き出すべく、ロキを異空間へ閉じ込めた上でソーをサンクタム・サンクトラムへ招き、オーディンを見つけたら直ちにアスガルドに帰ることを条件に、2人をオーディンがいるノルウェーへ導く。
『アベンジャーズ/インフィニティ・ウォー』
本作ではタイム・ストーンを内包するアガモットの目を持っていることから、サノスの群勢に狙われることになり、ストーンがサノスに渡れば宇宙が滅ぶことを懸念して、トニーたちの命よりタイム・ストーンを守ることを最優先事項としている。
サンクタム・サンクトラム（ニューヨーク）に落着したブルースから、サノスらがインフィニティ・ストーンを狙って直接動き始めたと知らされるとトニーを招き、ストーンの概要を伝えるが、自身の不遜な態度や発言も手伝って、非協力的な姿勢を見せるトニーといがみ合ってしまう。
そこへタイム・ストーンを狙って襲来したマウとカル・オブシディアンに応戦するも、マウに捕まってQシップに乗せられて地球外へ連れ出され、ストーンを渡すよう拷問されてしまう。そこに現れたトニーとピーターに救われ、サノスとの戦いを決意したトニーからの頼みにより、ストーンを守るだけでなくいざという時の戦力として行使することを決め、トニーやピーターとの共闘を承諾する。
Qシップでタイタンに到着すると、奇襲してきた“ガーディアンズ・オブ・ギャラクシー”の半数の面々との交戦後、サノス打倒を目的としている彼らとも手を組み、タイム・ストーンの力で1400万605通りものの未来を覗き、その結果である幾多ものの敗北の未来と1つの勝利を目撃して、タイタンに出現したサノスに先陣を切って立ちはだかった。そして仲間たちとの作戦や自らの多彩な魔術でサノスに挑むも、作戦は成功寸前で失敗し、自らの多彩な魔術も相手が持つ複数のインフィニティ・ストーンの力の前に一歩及ばずに終わって、トニーがサノスに追い詰められると、彼の命を救うために自らタイム・ストーンをサノスに渡した。その行為の理由を問うトニーに「ほかに道が無かった」と答えると、地球にワープしてストーンを全て揃えたサノスが引き起こした“デシメーション”により、塵と化して消滅してしまう。
『アベンジャーズ/エンドゲーム』
本作ではデシメーションから5年もの間消滅したままだったが、クライマックスにおける2014年からタイムトラベルしてきたサノスの群勢との決戦の際に、アベンジャーズの尽力により復活し、タイタンと繋がったゲートウェイからピーターやガーディアンズと共に戦地となった“アベンジャーズ・コンパウンド”跡地に登場。
そのままアベンジャーズに参戦し、大乱闘の中で再会したトニーからの「勝つ道は1400万605のうち1つだと言ったが、これが答えか？」と問いかけに、「何が起きるかを明かしたら、実現しない」と返すが、津波を防いでいる最中に彼が6つのインフィニティ・ストーンを埋め込んだ“ナノ・ガントレット”を前にすると、複雑な表情を浮かばせながらもトニーに向かい、合図として人差し指を立てた。
そしてトニーによってサノスの群勢が消滅し、戦いが終わると、後日トニーの葬儀にウォンと共に参列する。
『ホワット・イフ...?』
シーズン1
第4話
第5話
第8〜9話
シーズン2
『スパイダーマン:ノー・ウェイ・ホーム』
本作では、物語本筋の騒動のきっかけを生んでしまった主要人物の一人として登場。ピーターに対しては、当初はかつてサノスの群勢に挑んだ誼みから友好的に接したものの、カフカルの魔法陣の失敗以降は、魔術師として世界を守るという使命・責任と「マルチバースの壮大な尺度では、彼らの犠牲が命より意味を持つ」との考えから、他の並行世界のヴィラン一同と同様に意固地な姿勢で当たるように一変し、やがて対立するようになってしまう。その一方で、自身が消滅していた“ザ・ブリップ”の頃にソーサラー・スプリームの座が自分からウォンに移っていたことが言及されるほか、ピーターだけでなく、MJやネッドにも振り回される場面や、ピーターの最後の決断を聞かされた際には、彼に善意で問いかけてから了承するなど、優しいヒーローとしての心根も描写される。
2024年の秋頃、サンクタム・サンクトラム（ニューヨーク）で隠遁生活を送っていたところにやって来たピーターから「全世界の人々にスパイダーマンの正体を知られた事実を無かったことにできませんか？」と相談を受けると、彼への同情心からカフカルの魔法陣で「全世界の人間からスパイダーマン＝ピーター・パーカーという記憶を消す」ことを提案し、ウォンからも黙認されると、ピーターの前で呪文を唱えはじめる。しかし、途中でピーター本人からの度重なる注文で気を散らしてしまい、その結果魔術が暴走して一瞬時間と空間の境界が崩壊。別の並行世界から「スパイダーマン＝ピーター・パーカー」であると知る者たちが転移してきたことを察して、短絡的に自分を頼ったピーターを叱責して追い返した。
その後、並行世界から転移してきた存在の1人であるカート・コナーズ/リザードを捕縛し、オットー・オクタビアス/ドクター・オクトパスを捕らえたピーターたちへ、他にもいる並行世界から転移してきた存在も探すよう伝え、マックス・ディロン/エレクトロやフリント・マルコ/サンドマン、さらにノーマンがサンクタム・サンクトラムに連れられてくると、彼らが出身世界で死ぬ運命であることをピーターに話し、マルチバースの均衡を保つためにマッキナ・ディ・カダヴァスを使ってノーマンらをそのまま元の世界に戻そうとしたものの、彼らを助けることを決めたピーターと対立。マッキナ・ディ・カダヴァスを巡り、ミラー次元で激しい争奪戦を繰り広げたが、最終的には不覚を取られ、ピーターの数学の知識を組み合わせたウェブによって拘束。スリング・リングとマッキナ・ディ・カダヴァスを奪われて、ミラー次元に放逐されてしまった。
そしてクライマックスの中盤にネッドが開いたゲートウェイから、“スパイダーマンズ”とヴィラン一同の戦場となった自由の女神像に現れ、彼らがヴィラン一同の治療に成功したことを知らされても、マッキナ・ディ・カダヴァスを没収したが、現れたゴブリンの奇襲の結果、時間と空間の境界の崩壊が再び発生し、全マルチバースに影響する段階まで悪化。それを解決しようとする中、「全世界の人々からピーター自身に関する記憶」を消すようピーター本人から頼まれ、戸惑いながらもそれを了承。彼に「（MJたちに）別れの言葉を言ってこい」「また会おう」と伝えてカフカルの魔法陣を再発動し、時間と空間の境界の修復に成功させると共に、自らを含む全世界の人々のピーター自身に関する記憶の消去を果たし、撤退する。
『ドクター・ストレンジ/マルチバース・オブ・マッドネス』
スパイダーマンの一件から5ヶ月後、かつて恋仲だったクリスティーンの結婚式へと赴き、複雑な心境を抱きつつも彼女を祝福した。マルチバースをつなぐ能力を持つアメリカ・チャベスとを出会ったことから、ウエストビューの一件で魔女へと覚醒したアベンジャーズのメンバーであるワンダ・マキシモフ/スカーレット・ウィッチに助力を求める。

### ゲーム
- MARVEL SUPER HEROES
- MARVEL SUPER HEROES VS. STREET FIGHTER
- MARVEL VS. CAPCOM 2 NEW AGE OF HEROES - シュマゴラスがプレイヤーキャラクターとして登場。登場回数の少ないマイナーなキャラクターだったことから、開発当初はMARVEL側も存在を忘れていた。また、特にMARVELからの制約もなかったため、本シリーズにおいて特色のあるキャラ付けが施された。
- MARVEL VS. CAPCOM 3 Fate of Two Worlds - ドーマムゥ、シュマゴラスがプレイヤーキャラクターとして登場。シュマゴラスはDLC配信。また、アレンジコスチュームでクォゴスが登場。
- ULTIMATE MARVEL VS. CAPCOM 3 - 上記2キャラクターに加え、ドクター・ストレンジもプレイヤーキャラクターとして登場。
- マーベル VS. カプコン:インフィニット - ドクター・ストレンジとドルマムゥがプレイヤーキャラクターとして登場。
- フォートナイト - スキンとして登場した。

### アニメーション
- ディスク・ウォーズ:アベンジャーズ[15] - ドクター・ストレンジが登場。

## 関連資料
その他の資料。分類の中は発行年順。

### 映像、音声版
- 『ディスク・ウォーズ:アベンジャーズ vol. 12』ウォルト・ディズニー・スタジオ・ジャパン、2015年、映像資料、 : DVD、ビデオディスク1枚（89分）、国立国会図書館書誌ID:026304262。
- 『ドクターストレンジ Doctor Strange』ウォルト・ディズニー・ジャパン、2017年、映像資料、Blu-ray Disc、DVD、ビデオディスク2枚（115分）国立国会図書館書誌ID:028090146。
- Marvel : 3 tales of adventure. （英語） ニューヨーク : Marvel Press〈World of reading シリーズ＝レベル1〉、2017年、音声CDと解説小冊子、教育資料、小学生対象、ISBN 1484799488, 9781484799482、OCLC 990348379[注釈 25]
- The New Avengers : Illuminati. Marvel Characters, Inc., 2007、OCLC 972163848。フラッシュカード3枚パック[注釈 26]

### 書籍版
- グレッグ・パック（作）、エマ・リオス（画）『ドクター・ストレンジ：シーズンワン』光岡三ツ子（訳）、小学館集英社プロダクション〈ShoPro Books〉、2016年、国立国会図書館書誌ID:027760085。
- ジェイソン・アーロン（筆）クリス・バチャロ（画）『ドクター・ストレンジ：ウェイ・オブ・ウィアード』御代しおり（訳）、ヴィレッジブックス、2016年、国立国会図書館書誌ID:027789244。
- ウィル・コロナ・ピルグリム（作）、ホルヘ・フォルネス他（画）『ドクター・ストレンジ：プレリュード』光岡三ツ子（訳）、小学館集英社プロダクション〈ShoPro Books〉、2017年、国立国会図書館書誌ID:027837456。
- ロジャー・スターン他（作）、マイク・ミニョーラ 他（画）『ドクター・ストレンジ&ドクター・ドゥーム』中沢俊介（訳）、小学館集英社プロダクション〈ShoPro Books〉、2017年、国立国会図書館書誌ID:028158982。
- 春壱『ドクター・ストレンジ = DOCTOR STRANGE』講談社〈講談社コミックスマガジン KCM5931・SHONEN MAGAZINE COMICS〉 、2017年、国立国会図書館書誌ID:028191611。
- アレックス・アーヴァイン（筆）『ドクター・ストレンジ』上杉隼人、長尾莉紗（訳）、講談社、2017年、<Y9-N17-L108>。
- 『ドクター・ストレンジ/ファンタスティック・ビーストと魔法使いの旅/メッセージ』ボーンデジタル〈cinefex Number 44〉、2017年。ISBN 9784862463074、NCID BB2497237X。

洋書
- Weiner, Robert G.	2010. Graphic novels and comics in libraries and archives : essays on readers, research, history and cataloging. McFarland & Co.、ISBN 9780786443024、NCID BB06935269（英語）。図書館が収蔵するグラフィックノベル・コミック類全般の研究書。
- McEniry, Matthew J.、Peaslee, Robert Moses、Weiner, Robert G.（共編）Marvel Comics into film : essays on adaptations since the 1940s. McFarland、2016年。ISBN 9780786443048、NCID BB23771011（英語）。1940年代から21世紀初頭まで、マーベル社コミックの映画化の歴史をたどる。

### 研究論文
「異分子、属していない」ドクター・ストレンジを切り口に考察する
- Rebman, John M. 2015. "Dr. Strange Drug, Or: How I Learned to Stop Worrying and Love Authorized Generics." DePaul Journal of Health Care Law, vol.12, number 1, 2015-10-27。ISSN 1551-8426、OCLC 8091189854（英語） 薬学。権威の折り紙付きジェネリック薬を「ドクター・ストレンジ薬」と表現。
- Muth, Norris. 2016. "Dr. Strange-Olive, or, How I Learned to Stop Worrying and Live with (Some) Invasive Species." Juniata Voices 16 (January): pp.154–168.（英語） 生態学。ほとんどの生態系で「外来種植物」は実は珍しい存在ではない。
- Anand, Sumit. 2017. "Movies in Mind: Dr. Strange-- 'I Think (I Am a Receptor) ... Therefore I Am'." Australian & New Zealand Journal of Psychiatry 51 (8): pp.849–850. doi:10.1177/0004867417718947、（英語） 心理学。「自分はレセプターだと思う、だからそうなんだ」と考える患者の思考回路と、ドクター・ストレンジの映画の展開。
- Richardson, Ashley S、McGovern, Charles（卒論指導）、College of William & Mary. American Studies Program. 2017、OCLC 1052783135. Fandom, racism, and the myth of diversity in the Marvel Cinematic Universe. アメリカ、バージニア州ウィリアムズバーグ : The College of William and Mary. . 社会学。ファンおよび映画評論界が反応した、有色人種系の俳優の配役の減少・脇役化を2017年封切りの映画『Doctor Strange』から読み解く。
- Naidoo, Loren J. 2020. "Max. Classroom Capacity: Dr. Strange Grade." TIP: The Industrial-Organizational Psychologist, 1–3. 心理学。ドクター・ストレンジを用いて、教室の席数の定員を想定する。